# Divize C 1999/2000
V soubojích 35. ročníku České divize C 1999/00 se utkalo 16 týmů dvoukolovým systémem podzim - jaro. Tento ročník začal v srpnu 1999 a skončil v červnu 2000.

## Nové týmy v sezoně 1999/00
Z ČFL 1998/99 nesestoupil nikdo. Z krajských přeborů postoupila vítězná mužstva ročníku 1998/99: SK Viktoria Sibřina z Středočeského přeboru a FK Česká Třebová z Východočeského přeboru. Z divize B sem bylo přeřazeno mužstvo SK Bělá pod Bezdězem.

## Kluby podle přeborů
- Východočeský (9): FK Slovan Pardubice, FK Agria Choceň, FC Olympia Hradec Králové, SK Holice, FC Spartak Rychnov nad Kněžnou, SK Semily, FK OEZ Letohrad, FK Česká Třebová, FK Trutnov.
- Severočeský (2): FC Slovan Liberec „B“, PFC Český Dub.
- Středočeský (5): SK Bělá pod Bezdězem, SK Čelákovice, SK Viktoria Sibřina, FC Zenit Čáslav, SK Český Brod.

## Výsledná tabulka
Zdroj: 
| Poř. | Tým                            | Z  | V  | R  | P  | VG | OG | B  |
| ---- | ------------------------------ | -- | -- | -- | -- | -- | -- | -- |
| 1.   | SK Semily                      | 30 | 16 | 5  | 9  | 43 | 35 | 53 |
| 2.   | SK Viktoria Sibřina            | 30 | 15 | 7  | 8  | 60 | 48 | 52 |
| 3.   | FC Slovan Liberec „B“          | 30 | 13 | 12 | 5  | 60 | 30 | 51 |
| 4.   | FK OEZ Letohrad                | 30 | 14 | 7  | 9  | 44 | 41 | 47 |
| 5.   | SK Čelákovice                  | 30 | 14 | 5  | 11 | 59 | 43 | 47 |
| 6.   | SK Český Brod                  | 30 | 13 | 8  | 9  | 45 | 34 | 47 |
| 7.   | FC Zenit Čáslav                | 30 | 11 | 9  | 10 | 42 | 43 | 42 |
| 8.   | FC Spartak Rychnov nad Kněžnou | 30 | 12 | 5  | 13 | 41 | 39 | 41 |
| 9.   | FK Trutnov                     | 30 | 12 | 5  | 13 | 44 | 56 | 41 |
| 10.  | FK Slovan Pardubice            | 30 | 10 | 10 | 10 | 37 | 35 | 40 |
| 11.  | SK Bělá pod Bezdězem           | 30 | 12 | 3  | 15 | 46 | 58 | 39 |
| 12.  | FK Česká Třebová               | 30 | 9  | 10 | 11 | 41 | 41 | 37 |
| 13.  | FC Olympia Hradec Králové      | 30 | 9  | 9  | 12 | 42 | 48 | 35 |
| 14.  | FK Agria Choceň                | 30 | 11 | 2  | 17 | 42 | 48 | 35 |
| 15.  | PFC Český Dub                  | 30 | 9  | 5  | 16 | 41 | 55 | 32 |
| 16.  | SK Holice                      | 30 | 7  | 4  | 19 | 29 | 67 | 25 |

Poznámky:
- Z = Odehrané zápasy; V = Vítězství; R = Remízy; P = Prohry; VG = Vstřelené góly; OG = Obdržené góly; B = Body
- O pořadí klubů se stejným počtem bodů rozhodly vzájemné zápasy.

Mužstvo SK Čelákovice se po sezóně sloučilo s SK Union Čelákovice
|  | Postup do ČFL 2000/01                           |
|  | Sestup do příslušného krajského přeboru 2000/01 |